# Achorodothis
Achorodothis — рід грибів родини Мікосферелові (Mycosphaerellaceae). Назва вперше опублікована 1926 року.

## Класифікація
До роду Achorodothis відносять 2 види:
- Achorodothis poasensis — знайдена на живих листках Phoebe mollicella в Коста-Риці.
- Achorodothis rapaneae — знайдена на мертвих листках Rapanea guianensis у Венесуелі.